# Amerime
Amerime (skrót od American Anime) – określenie, używane przez fanów, wobec filmów lub seriali animowanych, które naśladują (często graficznie) anime.
Powstają w Ameryce Północnej. Nazwą tą określane są również anime bazujące na amerykańskich serialach animowanych (np. Demashita! Powerpuff Girls Z oparte na kreskówce Atomówki).

## Przykłady Amerime
- Awatar: Legenda Aanga
- Magi-Nation
- Szkoła Shuriken
- Młodzi Tytani
- Odlotowe agentki
- A.T.O.M. Alpha Teens On Machines
- W.I.T.C.H. Czarodziejki
- Martin Tajemniczy
- Mega Spider-Man